# 魔術はささやく
『魔術はささやく』（まじゅつはささやく）は、1989年12月に新潮社から刊行された宮部みゆきの小説、およびそれを原作としたテレビドラマ。1989年、第2回日本推理サスペンス大賞を受賞。

## 書誌情報
- 単行本：1989年12月、新潮社、ISBN 4-10-375001-4
- 文庫本：1993年1月28日発売[1]、新潮文庫、ISBN 978-4-10-136911-2
- 単行本新装版：2008年1月31日発売[2]、、新潮社、ISBN 978-4-10-375004-8

## テレビドラマ
これまで2度ドラマ化されている。

### 1990年版
日本テレビが主催し、新潮社が協力した第2回日本推理サスペンス大賞で大賞を受賞した原作を、1990年4月3日に日本テレビ系列「火曜サスペンス劇場・春のスペシャル」（30分延長版）としてドラマ化。

### スタッフ
- 脚本：宮川一郎
- 音楽：大谷和夫
- 監督：吉川一義
- 企画：小坂敬
- プロデューサー：嶋村正敏、田辺昌一、難波誠一、森敏樹
- 制作プロダクション：NTV映像センター
- 製作著作：日本テレビ

### キャスト
- 高木和子：山口智子
- 日下守：吉岡秀隆
- 日下啓子：朝加真由美
- 浅野真弓：大沢逸美
- 加藤文恵：かとうみゆき
- 三田敦子：麻里万里
- 菅野洋子：小川美那子
- 菅野剛造：今西正男
- 水野義之：岸野一彦
- 浅野大造：下川辰平
- 立花通子：浅野ゆう子（友情出演）
- 浅野より子：内田あかり
- 原沢信次郎：原保美
- 橋本信彦：江藤漢斉
- 吉武浩一：高橋幸治
- 二階堂千寿、新井康弘、増子倭文江（水野の妻）、中真千子（洋子の母）、伴直弥、池田道枝（吉武の妻）、大矢兼臣、三田村賢二、暮林修、篠原大作　ほか

### 2011年版
2011年9月9日にフジテレビジョン系の「金曜プレステージ」枠で放送。2015年11月2日（月曜日）午前7時7分に逝去した加藤治子における生前最後のドラマ出演となった。

#### キャスト
高木 和子
演 - 木村佳乃（16歳時：谷村美月）
元介護士、現在は本屋の店長をしている。母が亡くなってからは弟と暮らせなくなり施設に入っていた。
浅野 守
演 - 中村蒼（幼少期：田中理勇）
和子の弟。家族離散後施設に入り、その後浅野大造に引き取られる。
菅野 雪美
演 - 小池栄子
元介護士。結婚式当日に転落し死亡する。
加藤 理恵
演 - たくませいこ
元介護士。浅野大造が運転する車にひかれ死亡する。
三田 敦子
演 - 江口のりこ
元介護士。ホームへ入って来る電車に飛び込み死亡する。
橋本 信彦
演 - 松重豊
ボランティアカメラマン。自宅が何らかの原因で爆発し死亡する。
田沢 智恵
演 - 草村礼子
賢一の母親。和子が介護を担当していた老人で難聴により耳が殆んど聞こえない。
息子の自殺がショックで認知症を患い施設に入居する。
田沢 賢一
演 - 眞島秀和
和子の元恋人で好きな人に裏切られ自殺する。
浅野 大造
演 - 大杉漣
タクシー運転手。守を里子として迎入れ、愛情を持って育てる。
浅野 カヨ
演 - 加藤治子（特別出演）
認知症気味で介護が必要な大造の母親、守の祖母。和子が何かと世話をする。
日下 啓子
演 - 日和佐裕子
和子、守の母親。父敏夫が市役所のお金を横領し失踪した。家族は残った借金に苦しみ母は心労で病死する。
牧野 五郎
演 - 六角精児
佐藤 多香子
演 - 里田まい
柏木
演 - 高嶋寛
和子が店長を務める本屋で働いている同僚。
平田
演 - 宍戸美和公
田沢の実家近くに住む主婦。智恵の状況を和子に話す。
原沢 鈴子
演 - 原田美枝子
原沢メンタルクリニック 診療内科医。和子を助け親身になって話を聞く。
吉武 浩一
演 - 奥田瑛二
立川北署刑事。加藤理恵が車でひかれ事故死した現場の目撃者でもある。
看護師
演 - 熊切あさ美
和子等が介護を担当していた老人
演 - 小池榮、平尾仁
守をいじめていた高校生
演 - 北村友彦、中山優貴、笠井しげ、佐伯大地、志村勇樹
女子高生
演 - 上間美緒
和子の勤務する本屋がヒーリング効果で流しているTVを見て悲鳴をあげる。

#### スタッフ
- 脚本 - 渡辺千穂
- 監督 - 古厩智之
- 撮影 - 清久素延
- 技術協力 - フォーチュン
- 美術協力 - フジアール
- 照明協力 - Kカンパニー
- ポスプロ - ビデオスタッフ
- CG - マリンポスト
- カースタント - 高橋レーシング
- 技斗 - 深作覚
- 催眠指導・監修 - 米倉一哉
- 脚本協力 - 酒巻浩史
- 編成企画 - 太田大（フジテレビ編成部）
- プロデュース - 黒沢淳（テレパック）、渋谷未来（テレパック）、村上研一郎（フジテレビ）
- 制作 - フジテレビ
- 制作著作 - テレパック
- エンディングテーマ - 安藤裕子「飛翔」